# Giorgio Squinzi
Giorgio Squinzi (Cisano Bergamasco, 18 maggio 1943 – Milano, 2 ottobre 2019) è stato un imprenditore, chimico e dirigente sportivo italiano, amministratore unico di Mapei, azienda fondata dal padre Rodolfo nel 1937, e presidente di Confindustria dal 2012 al 2016. Inoltre, è stato patron della squadra di ciclismo della Mapei e del club di calcio del Sassuolo.

## Biografia
Nato nel 1943 a Cisano Bergamasco, dove la famiglia è sfollata a causa della guerra, ha una sorella che poi diventerà avvocato. Giorgio Squinzi cresce a Milano, studia al liceo scientifico Vittorio Veneto e nel pomeriggio trascorre molto tempo nella stanza che si trova al piano di sotto di casa sua e che funge da laboratorio chimico della piccola azienda di materiali ausiliari per l'edilizia e l'industria fondata nel 1937 dal padre Rodolfo alla periferia di Milano con appena tre dipendenti. E lì scopre l'adesivo più adatto per la ceramica, l'Adesilex P9, la prima generazione di questa colla.
Nel 1969 si laurea in Chimica industriale all'Università Statale di Milano e affianca subito il padre in azienda, contribuendo a dare una prima svolta nella storia della Mapei con la scoperta del P22, una colla preconfezionata quando fino ad allora i posatori di pavimenti erano costretti a confezionare di volta in volta sul posto la tradizionale malta cementizia necessaria. Emergono così i primi due punti di forza dell'azienda: l'innovazione e la specializzazione dei prodotti, adatti per ogni tipo di rivestimenti e pavimenti, dal linoleum alla moquette.

### Attività imprenditoriale
Nel 1976 la Mapei fornisce gli adesivi a base poliuretanica (quindi insensibili all'umidità) per la posa delle piste di atletica in Sportiflex delle Olimpiadi di Montreal (e successivamente di tutte le altre). Due anni dopo viene aperto un piccolo stabilimento, il primo all'estero, proprio in Canada. E da allora, con Giorgio Squinzi alla guida dell'azienda dal 1980, inizia la internazionalizzazione della Mapei - il terzo punto di forza dell'azienda - dovuto ad un fatto molto semplice: la produzione di adesivi e prodotti chimici per l'edilizia non può essere svolta a più di 500 chilometri di distanza per evitare che i costi di trasporto li portino fuori mercato. Una internazionalizzazione realizzata con una precisa strategia: ogni stabilimento deve avere un proprio laboratorio di ricerca e deve essere guidato da una persona del luogo, in grado quindi di interpretare le esigenze locali. Un modello culturale che in cinquant'anni ha fatto della Mapei una multinazionale leader negli adesivi e prodotti chimici per l'edilizia presente in 81 Paesi con 10.000 dipendenti.
Allergico alla Borsa, Giorgio Squinzi non ha mai distribuito dividendi ma ha sempre reinvestito in azienda (amava ripetere "famiglia povera, azienda ricca"), non ha mai licenziato né fatto ricorso alla cassa integrazione, non ha mai chiuso un bilancio in perdita.
Nel 2002 riceve la laurea ad honorem in Ingegneria chimica dal Politecnico di Milano.

### Presidenza di Confindustria
Il 22 marzo 2012 è designato presidente di Confindustria, carica che gli viene assegnata il 23 maggio e che termina il 25 maggio 2016. È stato presidente di Federchimica e vicepresidente di Assolombarda, per 12 anni vicepresidente degli industriali con delega alla ricerca e all'innovazione, è stato anche il primo imprenditore nominato presidente del Cetif, l'associazione dell'industria chimica europea che raccoglie circa 30.000 aziende e che fino ad allora era stata sempre guidata da manager. Il 29 aprile 2016 è stato nominato presidente del Consiglio di Amministrazione del Gruppo 24 Ore, per poi dimettersi il 1º ottobre dello stesso anno a causa del bilancio in rosso e delle polemiche del Comitato di redazione.
Il programma del mandato di Squinzi in Confindustria, parte dall'obiettivo di combattere la prepotenza della finanza per ridare centralità all'industria e al settore manifatturiero. Tra gli altri obiettivi: liberalizzazioni, credito, infrastrutture, riforma fiscale, semplificazione amministrativa mediante la riduzione degli oneri burocratici a carico delle imprese e flessibilità delle regole nelle relazioni industriali..
Nel giugno 2014 Squinzi rilancia il dibattito politico per la deroga ai vincolo di bilancio europei - come il tetto del 3% al rapporto deficit/PIL - e a favore dell'emissione di Eurobond a lungo termine per finanziare infrastrutture e la ricerca, intesi come un gap strategico, e come i due principali fattori del vantaggio competitivo del sistema Italia.
In previsione di una futura costituzione degli Stati Uniti d'Europa, la BCE è stata associata al ruolo di "Banca Federale che da più parti si era detto essere una delle condizioni essenziali per il rilancio della crescita e dell'integrazione delle economie continentali", concretizzatosi nell'immissione di liquidità a sostegno dell'economia reale.

### Impegno nello sport

Squinzi (al centro) posa con i suoi ciclisti della Mapei-GB al termine del Giro di Lombardia 1995

Appassionato di ciclismo, il padre Rodolfo era stato per qualche anno professionista di questo sport e la sua azienda ha sponsorizzato per dieci anni la squadra professionistica Mapei. Deluso dai frequenti casi di doping occorsi nella disciplina, decide di lasciare la squadra; prosegue comunque l'impegno nello sport creando a Olgiate Olona il centro Mapei Sport per la ricerca scientifica applicata alla pratica agonistica.
Grande tifoso del Milan, dal 2002 fino alla morte è stato il proprietario della squadra calcistica del Sassuolo, che ha condotto dalla Serie C2 alla Serie A, fino alla qualificazione all'Europa League nel 2016.

## Vita privata
Nel 1970 si sposa con Adriana Spazzoli, romagnola di Forlì, laureata in scienze politiche all'Università di Bologna con Romano Prodi e in seguito sua stretta collaboratrice, responsabile marketing dell'azienda e direttrice del periodico Realtà Mapei. Il matrimonio è celebrato nella chiesa di Polenta presso Bertinoro (Forlì). Anche in ricordo di ciò, la Mapei partecipa successivamente ai restauri del monumento avviati a partire dal 2009 e conclusi nel 2012. Dal matrimonio nascono due figli, entrambi in azienda: Marco (1971), laureato in chimica industriale, e Veronica (1972), laureata in scienze politiche e MBA alla Bocconi.
Squinzi muore il 2 ottobre 2019 all'ospedale San Raffaele di Milano dopo una lunga malattia all'età di 76 anni. Il 22 novembre dello stesso anno muore anche sua moglie Adriana, da tempo malata. Il 2 novembre 2020 i loro nomi sono stati iscritti nel Famedio di Milano.